# OGLE-TR-56b
OGLE-TR-56b е екзопланета, намираща се 1500 парсека в съзвездието Стрелец. Обикаля се около звездата OGLE-TR-56. Открита е на 3 ноември 2002 г.  от OGLE, използващ транзитен метод. Потвърдена е на 4 януари 2003 г. чрез доплерова спектроскопия.